# Parsit
Parsit – dzielnica (Ortsteil) wiejskiej gminy Ense w powiecie Soest, w kraju związkowym Nadrenia Północna-Westfalia, w rejencji Arnsberg.

## Demografia
Według danych z 2000 roku w Parsit mieszkało 860 mieszkańców. Liczba ta stopniowo wzrastała lub się zmniejszała; 951 (2005), 956 (2010), 924 (2015), 934 (2020). Według spisu ludności z lipca 2024 roku, w Parsit mieszkało 888 mieszkańców.

## Geografia
Parsit leży pomiędzy dzielnicami Bremen i Höingen, tuż przy drodze L 732. Według danych z 2021 roku powierzchnia Parsit wynosi 1,36 km².

## Historia
W 1949 roku powstała tutaj firma Kettler.

### Reorganizacja gmin
W ramach reorganizacji gmin 1 lipca 1969 roku Parsit wraz z 13 innymi miejscowościami stało się częścią nowej gminy Ense.

## Edukacja
Na terenie dzielnicy Parsit znajduje się przedszkole o nazwie "Pusterblume". Na terenie wiejskiej gminy Ense znajdują się trzy szkoły podstawowe. Mieszkańcy Parsit uczęszczają do "Die Gemeinschaftsgrundschule Höingen".